# Neahkahnie, Oregon
Neahkahnie, Oregon (енгл. Neahkahnie) насељено је место без административног статуса у америчкој савезној држави Орегон.

## Демографија
По попису из 2010. године број становника је 192.
| Група             | 2000.    | 2010.       |
| Белци             | 0 (0,0%) | 178 (92,7%) |
| Афроамериканци    | 0 (0,0%) | 0 (0,0%)    |
| Азијати           | 0 (0,0%) | 4 (2,1%)    |
| Хиспаноамериканци | 0 (0,0%) | 7 (3,6%)    |
| Укупно            | 0        | 192         |